# 高梨敬一郎
高梨 敬一郎（たかなし けいいちろう、1940年9月28日 - 2021年7月15日）は、元NHKアナウンサー。元関西国際大学教授。東京都出身。

## 来歴・人物
上智大学文学部新聞学科卒業。
1963年（昭和38年）、NHK入局。
松山→福岡→静岡→仙台（1982年から）などを歴任。
NHKの報道アナウンサーとして公害問題に特に力を入れた取材を展開した。1995年のNHK大阪放送局勤務を最後に退職。その後関西国際大学・経営学部で教授に就任し、話し言葉についての講義を行うほか、各地で講演活動も行っていた。また、1996年から1997年には関西発ラジオ深夜便のアンカーも担当した。
学生時代からの趣味は、高校生の時に時刻表で高梨駅（魚沼線、1984年廃止）を見つけてそこに出かけて行ったのがきっかけで始めた鉄道旅行で、特に特急や急行を使わずに乗っていくのを好んだ。そして当時の国鉄の全線を踏破した。
2015年度日本新聞協会賞を受賞した読売新聞記者の高梨ゆき子は次女。

## 著書
- 「社会人として必要な"聞く力・話す力"の高め方」（こう書房、2003年6月、ISBN 4769608039）
- 「これが本当の朗読だ」（大阪書籍、2005年12月、ISBN 978-4-904678-05-3）